# Lankhorst-Hohorst-Entscheidung
Mit der Lankhorst-Hohorst-Entscheidung hat der Europäische Gerichtshof die deutschen Regeln zur Gesellschafter-Fremdfinanzierung des Körperschaftsteuergesetzes 1996 für unvereinbar mit dem EG-Vertrag (EGV) erklärt.

## Sachverhalt und Streitgegenstand
Die Lankhorst-Hohorst GmbH, eine Gesellschaft mit beschränkter Haftung mit Sitz in Deutschland, hatte von ihrer alleinigen Gesellschafterin, der Lankhorst-Hohorst BV (Niederlande), im Dezember 1996 ein Darlehen erhalten. Dieses Darlehen erfüllte die Voraussetzungen des damals geltenden § 8a Körperschaftsteuergesetz (KStG) 1996, somit wurden die Zinszahlungen als verdeckte Gewinnausschüttungen behandelt, sie minderten im Ergebnis den steuerlichen Gewinn der Lankhorst-Hohorst GmbH in Deutschland nicht.
Die Lankhorst-Hohorst GmbH klagte gegen diese Behandlung des Darlehens vor dem Finanzgericht Münster, das Zweifel an der Vereinbarkeit der deutschen Regelung mit Europarecht hatte, und deswegen in einem Vorabentscheidungsersuchen den Europäischen Gerichtshof um Klärung der Vereinbarkeit der Regelung des § 8a KStG 1996 mit der Niederlassungsfreiheit nach Art. 43 EGV bat.

## Die Entscheidung des Europäischen Gerichtshofs
Mit Urteil vom 12. Dezember 2002 (Rs. C-324/00) Lankhorst-Hohorst hat der EuGH entschieden, dass eine Regelung wie der § 8a KStG 1996, die dazu führt, dass Zinszahlungen an Nichtansässige in Deutschland schlechter behandelt werden könnten als ansonsten vergleichbare Zinszahlungen an Ansässige, nicht mit der Niederlassungsfreiheit vereinbar sind. Entscheidend war dabei, dass eine Zinszahlung, die eine deutsche GmbH in einer ansonsten identischen Situation an eine deutsche Muttergesellschaft gezahlt hätte, nicht als verdeckte Gewinnausschüttung qualifiziert worden wäre und den Gewinn der GmbH gemindert hätte.
Unterschiedliche Rechtfertigungsversuche, wie zum Beispiel den Vortrag der deutschen, der dänischen, der britischen Regierung sowie der Europäischen Kommission, dass eine solche Regelung die Steuerumgehung bekämpfe, da eine Zinszahlung an eine inländische Muttergesellschaft ja in Deutschland der Steuer unterliege, nur eine Zahlung an Nichtansässige nicht, verwarf der EuGH.

## Auswirkungen des Urteils
Das Urteil führte zur Nichtanwendbarkeit des § 8a KStG 1996 für innereuropäische Fälle. Da viele andere europäische Staaten ähnliche Regelungen in ihren Steuergesetzen vorsehen, sind neben Deutschland auch die anderen Staaten potenziell von diesem Urteil betroffen.
Deutschland änderte mit Wirkung zum 1. Januar 2004 § 8a KStG zur Gesellschafter-Fremdfinanzierung. Kaum eine steuerliche Änderung der letzten Jahre stieß auf eine derart umfangreiche Kritik aus dem Fachschrifttum. Durch die als zwingend notwendig angesehene Ausdehnung des Anwendungsbereichs der Vorschrift auf inländische Anteilseigner erhöht sich die Zahl der betroffenen Finanzierungen dramatisch und zentrale Rechtsfolgen waren lange Zeit ungeklärt. Inwieweit allerdings die Neufassung mit Europarecht vereinbar ist, ist weiterhin umstritten.